# Кармен (опера)
Кармен (Француски:  ( слушај)) је француска опера коју је написао Жорж Бизе. Либрето су написали Мејак и Алеви. Базирана је на новели коју је написао, под истим насловом Проспер Мериме. Опера има четири чина. Оперу је први пут извела Комична опера у Паризу 3. марта 1875. године, где је њено кршење конвенција шокирало и скандализовало првобитну публику. Бизе је изненада умро после 33. извођења, несвестан да ће дело постићи међународно признање у наредних десет година. Кармен је од тада постала једна од најпопуларнијих и најчешће извођених опера у класичном канону; „Хабанера“ из 1. чина и „Тореадорова песма“ из 2. чина су међу најпознатијим од свих оперских арија.

## Премијера
Париз 3. март 1875.
Прво извођење у Београду било је 6. априла 1923. године.

## Лица
Кармен - Циганка - мецосопран
Микаела, девојка са села, вереница Дон Хозеа - сопран
Моралес, наредник страже - баритон
Фраскита, другарица Кармен - сопран
Мерцедес, другарица Кармен - мецосопран
Дон Хосе, наредник - тенор
Ескамиљо, тореадор - баритон
Зунига, капетан - бас
Данкаиро, кријумчар - баритон
Ремендадо, кријумчар - тенор
крчмар Лилас Пастија, кријумчари и кријумчарке, војници, пролазници и деца, раднице у фабрици дувана, тореадори

## Радња
Севиља, 1820. године.

## Синопсис

### 1. чин
Испред фабрике дувана стоје војници на стражи, док деца у близини, током своје игре, подражавају ход војника.
Млада девојка, по имену Микаела, тражи да види свог вереника (Дон Хозеа), како би му пренела своје поздраве од мајке. Утом, Дон Хозе долази и обавештава поручника о стању у фабрици и женама које ту раде. Током поподнева, за време паузе, оне излазе напоље, где их чекају многобројни удварачи. Међу удварачима се налази и Циганка по имену Кармен, која почиње да пева изазовну хабанеру. Речи песме гласе: „Не знам кад ћу волети. Можда данас, можда сутра“. Она брзо баца цвет Дон Хозеу, у намери да буде примећена. Као фем фатал, привлачи пажњу и сви желе да јој се приближе. Микаела успева да протури писмо и новац свом веренику, као и да га пољуби, у име поздрава од мајке. Нажалост, због Кармен у фабрици настаје гужва и она у свађи рањава једну радницу. Жене почињу да се расправљају око тога ко је крив, а на место несреће убрзо долазе стражари. Зунига са жаљењем хапси Кармен, а Хозе је спроводи у затвор. Док одлазе ка затвору, Кармен обећава Хозеу да ће се наћи са њим изван града, под условом да је пусти. Очаран њеном лепотом, он то и чини, али га Зунига види како је ослобађа и заузврат хапси њега, као саучесника, лишавајући га чинова.

### 2. чин
Следећа сцена се одвија у крчми „Лилас Пастијa“, у коју навраћају цигански кријумчари. Сви гости уживају у чарима Кармен и њених другарица Фраските и Мерцедес, док играју и певају за јавност. Зунига (који се такође налази у тој крчми) покушава да јој се додвори причом како је наредник, који ју је пустио, кажњен и да се налази због ње у затвору. У крчму свраћа тореадор Ескамиљо и све затечене позива да дођу у арену. Крчмар (који се такође бави кријумчарењем) моли госте да оду и напусте крчму. Кармен одбија да им се придружи.
Два месеца касније, Хозе излази из затвора и пева о својој чежњи за Кармен, што она узвраћа наручујући гозбу и играјући за њега. Када почне да пада мрак и буде било време да се Хозе врати у касарну, Кармен се смеје и руга његовом осећању одговорности.
Хозе показује Кармен своју љубав тако што баца цвет пред њене ноге, исти онај који му је она дала два месеца раније (ова арија о цвету спада у неке од омиљених арија тенора). Хозе је у дилеми и двоуми се између војске и Кармен, док га Зунига тера на послушност. Хозе бива изазван и вади сабљу, али кријумчари, који се налазе тамо, спречавају сукоб. Хозе више нема избора и прикључује се кријумчарима и Циганима, а о последицама не размишља.

### 3. чин
Сцена почиње сликом кријумчара (међу њима и Кармен), који се пробијају кроз планину. Кармен се заситила Хозеа и хоће да га се реши. Због тога, она и њене другарице бацају карте, да би сазнале судбину. Карте показују скору смрт за Кармен.
У близини, Микаела тражи Хозеа по планини, у нади да ће га спасити и одвратити од Кармен. У близини је и Ескамиљо (тореадор), у потрази за Кармен, али наилази на Хозеа, који љубоморно мисли да га Кармен у последње време избегава због Тореадора. Хозе изазива тореадора на двобој, али кријумчари раздвајају и овај дуел. Микаела позива Хозеа да пође са њом у село, зато што му је мајка на самрти (Ескамиљов рефрен се чује у ноћи).

### 4. чин
Последњи чин почиње у Севиљској арени за борбу бикова. Гледаоци се окупљају (понекад, зависно од режије и финансијских средстава, ову слику допуњава балет). Убрзо се појављују Кармен и Ескамиљо (бивају бурно поздрављени од стране публике у арени), који заједно певају песму о љубави. Другарице Кармен (Мерцедес и Фраскита) обавештавају је да је у публици Дон Хозе, који сигурно спрема освету. Пркосна Циганка не слуша упозорења и иде њему у сусрет. Хозе стаје пред Кармен и понизно је моли за љубав. Он сматра да још има наде за њих и да још могу наћи срећу, што Кармен одбија, иако је свесна опасности и Хозеове љубоморе. Она са презиром баца Хозеов прстен, истим начином као пре извесног времена, када му је бацила цвет. Очајни Хозе вади нож и убија Кармен, чиме се опера и завршава.